# Martin Simonson
Martin Simonson (Gotemburgo, Suecia, 1973) es un escritor e investigador de origen sueco, afincado en España. Dedica su investigación principalmente a la obra de J.R.R. Tolkien y la literatura fantástica. Ejerce desde 2006 como profesor de literatura inglesa moderna en la Universidad del País Vasco. En paralelo ha desarrollado varios proyectos literarios como escritor, editor, guionista y traductor.

## Vida y obra
Simonson estudió psicología, antropología social y escritura creativa en la Universidad de Göteborg y Fridhems Folkhögskola (Suecia) antes de trasladarse a España. Se doctoró con una tesis doctoral sobre género literario en El Señor de los Anillos en la Universidad del País Vasco. Es autor de varias novelas de literatura fantástica, entre ellas El viento de las tierras salvajes (2019), que explora temas de identidad y relaciones personales. La segunda parte, Rayos de un sol quebrado (2021), versa sobre el paso de la infancia a la vida adulta, mientras que la tercera, Los caminos de Gileos (2023), pone en tela de juicio nuestra limitada percepción de la realidad. Su reciente Mundo Medio 5.0 (2022) tiene como trasfondo las adaptaciones de la obra de Tolkien a otros medios, e indaga en los problemas derivados de la manipulación a la que están sometidas nuestras identidades virtuales. Su novela más reciente es Las llaves del Espantapájaros, escrita a cuatro manos con Raúl Montero. La novela consta de tres partes y combina los cuentos fantásticos, el romance pseudomedieval y la novela gótica. El misterio de dos llaves de poder que pertenecen a un misterioso espantapájaros apunta a un nuevo mito para el siglo XXI, fundamentado en la necesidad de superar el tradicional dualismo occidental para lidiar con un presente cada vez más turbulento y oscuro. 
Simonson imparte docencia de literatura inglesa moderna y literatura fantástica en la Universidad del País Vasco y ha traducido al español alrededor de treinta novelas, obras de teatro, novelas gráficas y ensayos, de inglés, sueco y noruego. Asimismo, ha escrito y editado muchos libros y artículos acerca de la vida y obra de J.R.R. Tolkien y la literatura fantástica en general, entre otros The Lord of the Rings and the Western Narrative Tradition, y más recientemente Historia de Númenor y la Tierra Media de la Segunda Edad. Asimismo, junto con la poeta Nur Ferrante, Simonson ha revisado y actualizado las traducciones de El Silmarillion, Los cuentos inconclusos, El Hobbit y El Señor de los Anillos (con Mónica Sanz).  
En los últimos años ha colaborado con el fotógrafo sueco Thomas Örn Karlsson en varias publicaciones, artículos y cortometrajes, buscando una nueva expresión literaria fundamentada en la interacción entre texto e imagen. Una novela fruto de esta colaboración es Rörelser i skogen ("Movimientos en el bosque"), publicada en sueco en 2018 en coautoría con el premiado novelista sueco Per Johansson.

## Ensayos
- Tolkien Legendarium, vol. 1: Héroes. CARTEM, 2024. ISBN 978-8412793765
- Historia de Númenor y la Tierra Media de la Segunda Edad. Legendaria Ediciones, 2022. ISBN 978-84-19343-20-8
- Tolkien, la Tradición y la Tierra Media. Legendaria Ediciones, 2022. ISBN 978-84-19343-11-6
- De Beowulf a Bombadil. Sapere Aude, 2022. ISBN 978-84-19343-15-4
- De hombres y otros monstruos. Sapere Aude, 2022. ISBN 978-84-18168-93-2
- From East to West: The Portrayal of Nature in British Fantasy and its Projection in Ursula K. Le Guin's Western American "Earthsea". Con Jon Alkorta. Peter Lang, 2021. ISBN  978-3034342506
- J.R.R. Tolkien y la Tierra Media: Once ensayos sobre el mayor mito literario del siglo XX. (Edición, selección, traducción e introducción). Con José Rodríguez Montejano. Jonathan Alwars, 2021. ISBN 978-8412089578
- El Oeste recuperado: La literatura del pasado y la construcción de personajes en «El Señor de los Anillos». Peter Lang, 2019. ISBN 978-3034337311
- El Western fantástico de Stephen King (con Raúl Montero), Peter Lang, 2017 ISBN 978-3034332323
- Representations of Nature in Middle-earth (Editor), Walking Tree Publishers, 2015 ISBN 978-3905703344
- El héroe del oeste en las Crónicas de Narnia (con Raúl Montero), Peter Lang, 2014 ISBN 978-3034316019
- A Contested West: New Readings of Place in Western American Literature (Coordinador, con David Rio y Amaia Ibarraran), Portal Education, 2013 ISBN 978-84-939705-8-1
- The Neglected West: Contemporary Approaches to Western American Literature (Coordinador, con Amaia Ibarraran and David Rio), Portal Education, 2012 ISBN 978-84-938360-1-6
- Beyond the Myth: New Perspectives on Western Texts (Coordinador, con David Rio and Amaia Ibarraran), Portal Education, 2011, ISBN 978-84-938360-7-8
- The Lord of the Rings and the Western Narrative Tradition, Walking Tree Publishers, 2008, ISBN 978-3-905703-09-2
- J.R.R. Tolkien. Mitopoeia y mitología (Edición, selección e introducción), PortalEditions, 2008, ISBN 978-84-936937-7-0

## Antologías y ediciones críticas
- Of Men and Monsters: Frankenstein & Dr Jekyll and Mr Hyde (Introducción), Roots of Europe, 2022 ISBN 978-84-09-37161-7
- Two British Satires: Gulliver's Travels and The Rivals (Edición), Roots of Europe, 2021 ISBN 978-84-09-32705-8
- Gothic Horror: The Castle of Otranto and The Monk (Introducción), Portal Publishing, 2016 ISBN 978-8494197154
- Cuentos del Romanticismo alemán (Edición), Portal Publishing, 2015 ISBN 978-8494197123
- English Poetry 1783-1916: Essential Short Lyrics of the Romantic, Victorian and Edwardian Eras (Edición e introducción, con Raul Montero), Portal Publishing, 2014 ISBN 978-8494197109
- Los Cuentos de Grimm (Edición, introducción y notas, con Miguel Ayerbe), PortalEditions, 2010 ISBN 978-84-937075-3-8

## Novelas y relatos
- Las llaves del Espantapájaros, Legendaria Ediciones, 2023 ISBN 978-84-10037-01-4
- Los caminos de Gileos, Legendaria Ediciones, 2023 ISBN 978-84-19343-31-4
- Mundo Medio 5.0, Legendaria Ediciones, 2022 ISBN 978-84-19343-31-4
- La última luna y otros encuentros fronterizos, Legendaria Ediciones, 2022 ISBN 978-84-19343-24-6
- Rayos de un sol quebrado, Sapere Aude, 2021 ISBN 978-8418168758
- El viento de las tierras salvajes, Jonathan Alwars, 2019 ISBN 9788412089509
- Rörelser i skogen ("Movimientos en el bosque"), Con Per Johansson y Thomas Örn Karlsson, Skymning Förlag, 2018 ISBN 978-91-639-8443-3
- Anatomy of Air (con Raúl Montero), PortalEditions, 2011) ISBN 978-84-939243-0-0

## Traducciones
- Los Inklings, título original The Inklings de Humphrey Carpenter, Minotauro, 2024 ISBN 978-8445017234
- El cementerio del mar, título original Havets kirkegård de Aslak Nore, Ediciones B, 2023 ISBN 978-8466674775
- La caída de Númenor, título original The Fall of Númenor de J.R.R. Tolkien, Minotauro, 2023 ISBN 978-8445015056
- La naturaleza de la Tierra Media, título original The Nature of Middle-earth de J.R.R. Tolkien, Minotauro, 2022 ISBN 978-8445011997
- Hambre, título original Epidemin de Åsa Ericsdotter, Ediciones B, 2021 ISBN 978-8445006733
- Los mundos de J. R. R. Tolkien: Los lugares que inspiraron al escritor, título original The Worlds of J.R.R. Tolkien de John Garth, Minotauro, 2021 ISBN 978-8445006733
- Tolkien. Creador de la Tierra Media, título original Tolkien. Maker of Middle-earth de Catherine McIlwaine, Minotauro, 2020 ISBN 978-8445008607
- Cartas de Papá Noel, título original The Father Christmas Letters de J.R.R. Tolkien, Minotauro, 2019 ISBN 978-8445006733
- La Caída de Gondolin, título original The Fall of Gondolin de J.R.R. Tolkien, Minotauro, 2019 ISBN 978-8445006092
- El niño en la nieve,  título original Gutten som elsket rådyr de Samuel Bjørk, Suma, 2019 ISBN 978-8483657980
- Beren y Lúthien, título original Beren and Lúthien de J.R.R. Tolkien, Minotauro, 2018 ISBN 978-8445005064
- Las confesiones de Himmler, título original SS-ledaren Himmlers innersta hemligheter de Arno Kersten, Pasado y Presente, 2017 ISBN 978-8494733390
- El búho,  título original Uglen de Samuel Bjørk, Suma de Letras, 2016 ISBN 978-8483657966
- La historia de Kullervo, título original The Story of Kullervo de J.R.R. Tolkien, Minotauro, 2016 ISBN 978-8445003015
- El Señor de los Anillos: Guía de lectura (con Simon Saito, Nur Ferrante and José Elías Álamo Gómez), título original The Lord of the Rings: Reader's Guide" de Wayne Hammond y Christina Scull, Minotauro, 2015 ISBN 978-8445002780
- Beowulf: Traducción y comentario, incluye Sellic Spell (con Nur Ferrante y Óscar Muñoz), título original Beowulf: A Translation and Commentary, with Sellic Spell de J.R.R. Tolkien, Minotauro, 2015 ISBN 978-8445002605
- Tolkien y la Gran Guerra (con Eduardo Segura), título original Tolkien and the Great War: The Threshold of Middle-earth by John Garth, Minotauro, 2014, ISBN 978-8445002070
- Viajo sola, título original Det henger en engel allene i skogen de Samuel Bjørk, Suma de Letras, 2014, ISBN 978-8483656891
- Bésame primero, título original Kiss Me First, de Lottie Mogach, Suma de Letras, 2014, ISBN 978-6071131447
- Ocultos, título original Stallo de Stefan Spjut, Planeta Internacional, 2013, ISBN 978-8408120148
- La batalla que conmocionó Europa: Poltava y el nacimiento del Imperio ruso, título original Poltava, de Peter Englund (Roca Editorial, 2012) ISBN 978-84-9918-488-3
- Invasión!, título original Invasion! de Jonas Hassen Khemiri, Ediciones Irreverentes, 2012 ISBN 978-84-15353-61-4
- Montecore - Un tigre único, título original Montecore - En unik tiger de Jonas Hassen Khemiri, Miscelánea, Roca Editorial, 2011 ISBN 978-84-938644-2-2
- Una vida de lujo, título original Livet deluxe de Jens Lapidus, Suma de Letras, Grupo Santillana, 2011 ISBN 978-84-8365-253-4
- Boardwalk Empire, título original Boardwalk Empire de Nelson Johnson, Suma de Letras, Grupo Santillana, 2011 ISBN 978-84-8365-234-3
- The Pacific,  título original The Pacific de Hugh Ambrose, (Suma de Letras, Grupo Santillana, 2011 ISBN 978-84-8365-210-7
- Nunca la jodas, título original Aldrig Fucka Upp de Jens Lapidus, Suma de Letras, Grupo Santillana, 2010 ISBN 978-84-8365-173-5
- Guerra de bandas 145, título original Gängkrig 145 de Jens Lapidus, Suma de Letras, Grupo Santillana, 2010 ISBN 978-84-8365-192-6